# Jef Lambeaux

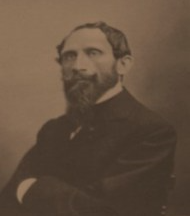
Jef Lambeaux um 1892
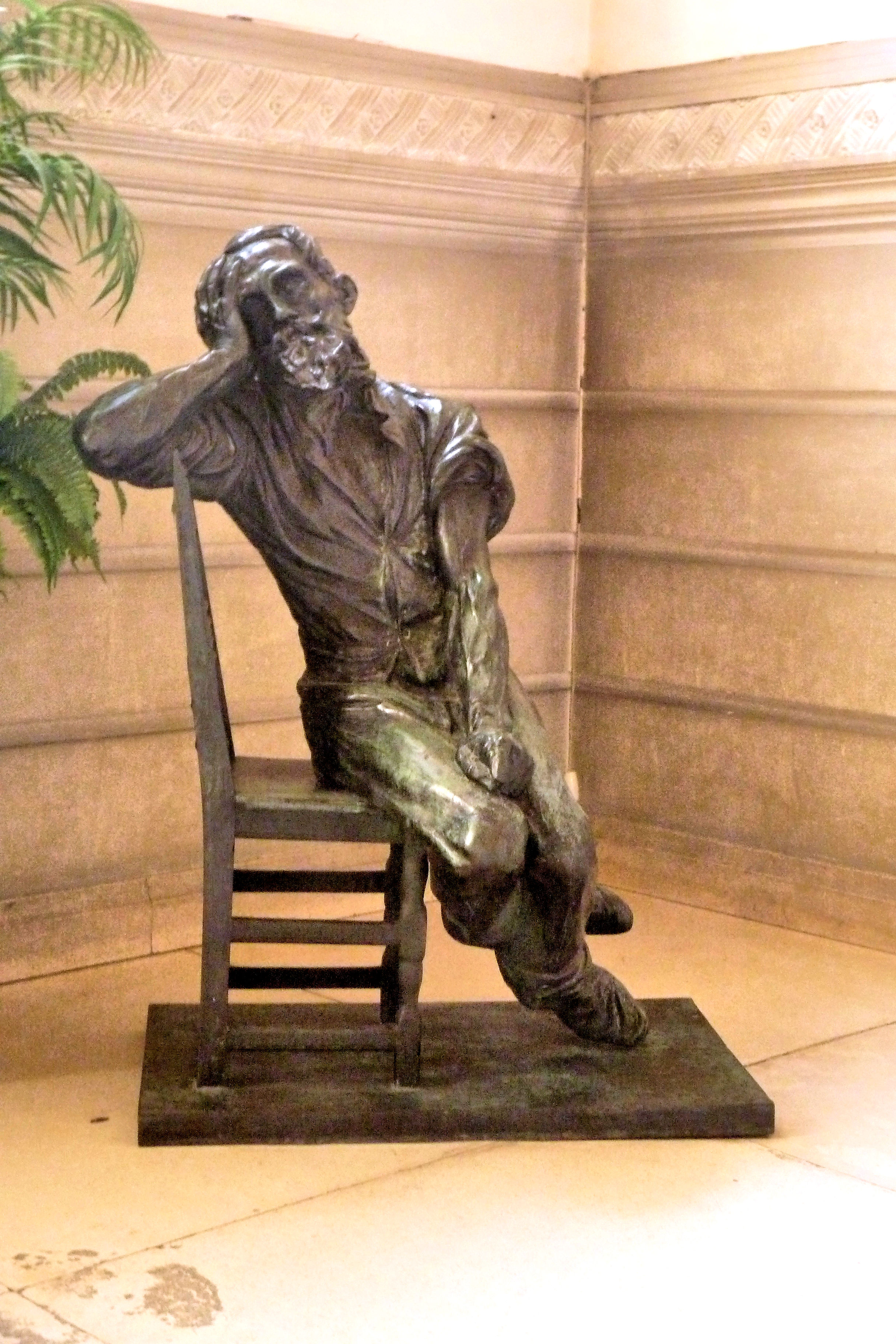
Selbstporträt Jef Lambeaux

Jef Lambeaux, geboren als Joseph Maria Thomas Lambeaux (* 14. Januar 1852 in Antwerpen, Belgien; † 5. Juni 1908 in Brüssel, Belgien) war ein belgischer Bildhauer des Neobarocks.

## Leben
Jef Lambeaux studierte an der Königlichen Akademie der Schönen Künste in Antwerpen, wo er Schüler von Joseph Geefs war.
Er gehörte mit Piet Verhaert (1852–1908), Alexander Struys (1852–1941) und anderen einer Gruppe junger Künstler namens Van Beers Clique an, die von Jan Van Beers angeführt wurde. Die Gruppe war bekannt für „spitzbübisches und exzentrisches Verhalten“, so traten die Mitglieder gelegentlich in historischen Kostümen in der Öffentlichkeit Antwerpens auf. Zudem war er Mitglied der Société des Vingt, kurz Les XX, einer Vereinigung belgischer Künstler zur Förderung neuer und unkonventioneller Kunst sowie der Académie royale des Sciences, des Lettres et des Beaux-Arts de Belgique. 1900 wurde er korrespondierendes und 1902 volles Mitglied der Académie royale de Belgique (Classe des Beaux-Arts).
Bei einem Besuch in Italien fand Lambeaux Gefallen an den Werken Giovanni Bolognas, deren Eindrücke seine Arbeit prägten. Die Bildhauerin des Art déco, Claire Jeanne Roberte Colinet (1880–1950), war in Paris Lambeaux’ Schülerin. Weitere Schüler waren Georges Van der Straeten und Jean Gaspar.

## Werke (Auswahl)

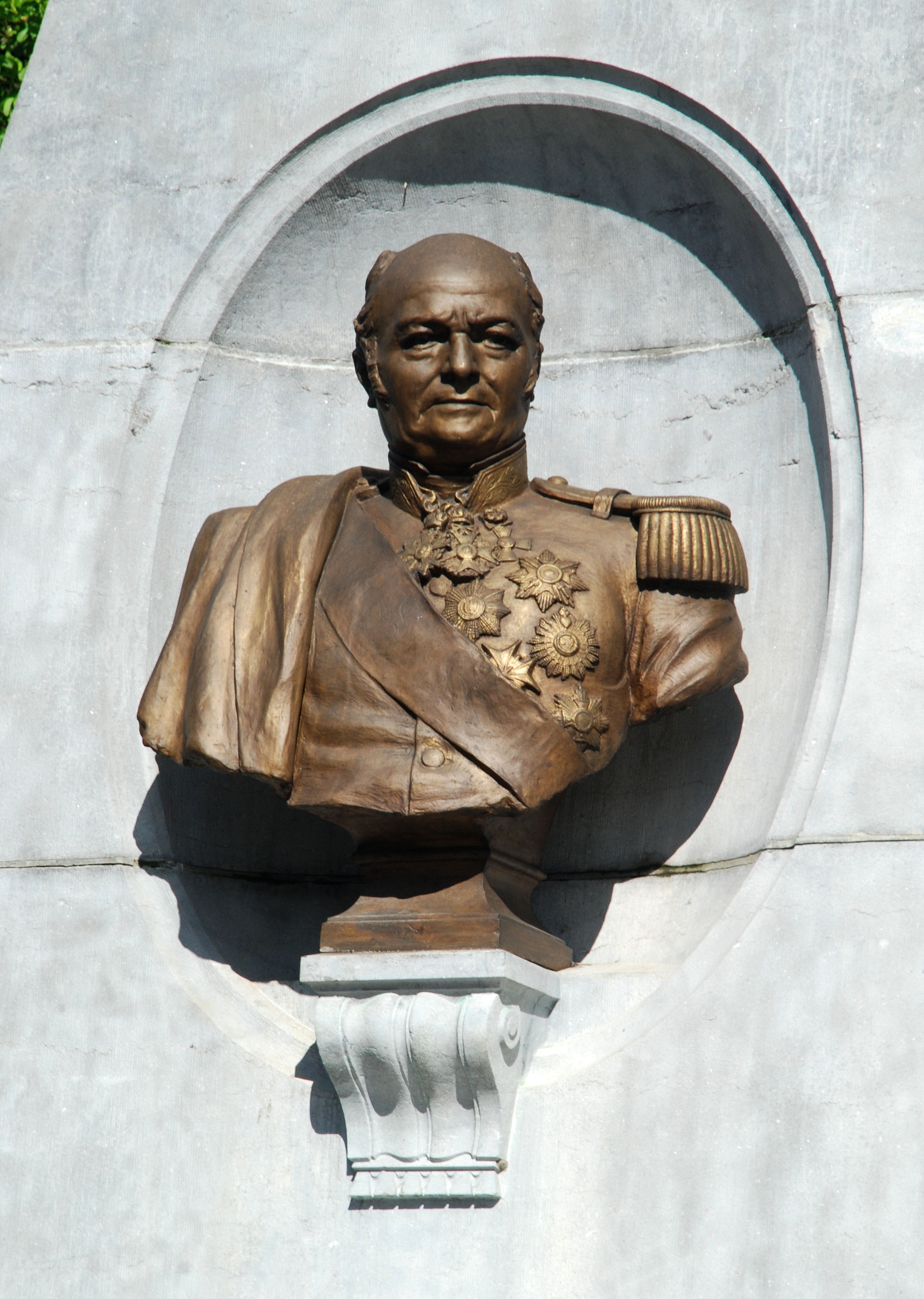
Denkmal für Graf Goblet d’Alviella in Court-Saint-Étienne

Lambeaux stellte 1871 sein erstes Werk mit dem Titel Krieg (französisch Guerre) vor. Diesem folgten humoristische Gruppendarstellungen wie Tanzende Kinder, Sage Guten Morgen, Glückszahl und Ein Unfall (1875). In Paris fertigte er die Arbeiten Bettler und Blinder Habenichts an. 1981 kam Der Kuss (Le baiser, heute im Königlichen Museum der Schönen Künste, Antwerpen) hinzu, der als sein Meisterwerk beschrieben wird.
Weitere bemerkenswerte Werke sind sein Brabobrunnen (La fontaine Brabo, 1886) in Antwerpen, Das Plündern eines Adlerhorsts (Le Dénicheur d’Aigles, 1890, heute im Brüssler Museum für Alte Kunst), Der Rausch (L’Ivresse, 1893), Der Triumph der Frau (Le Triomphe de la Femme, 1901) und Der Gebissene Faun (Le Faune mordu, 1901), der auf der Ausstellung Liège International – 1905 Aufsehen erregte.
Inspiriert durch die flämischen Barockmaler Peter Paul Rubens und Jacob Jordaens stellte er immer wieder in sich verknotete Leiber in unterschiedlichen Gruppierungen dar. Sein gewaltiges Flachrelief Menschliche Leidenschaften (Les Passions humaines, 1886) ist aus Carrara-Marmor gefertigt. Unter seinen zahlreichen Büsten finden sich unter anderem Bildnisse von Hendrik Conscience, Karel Buls sowie Albert Goblet d’Alviella.

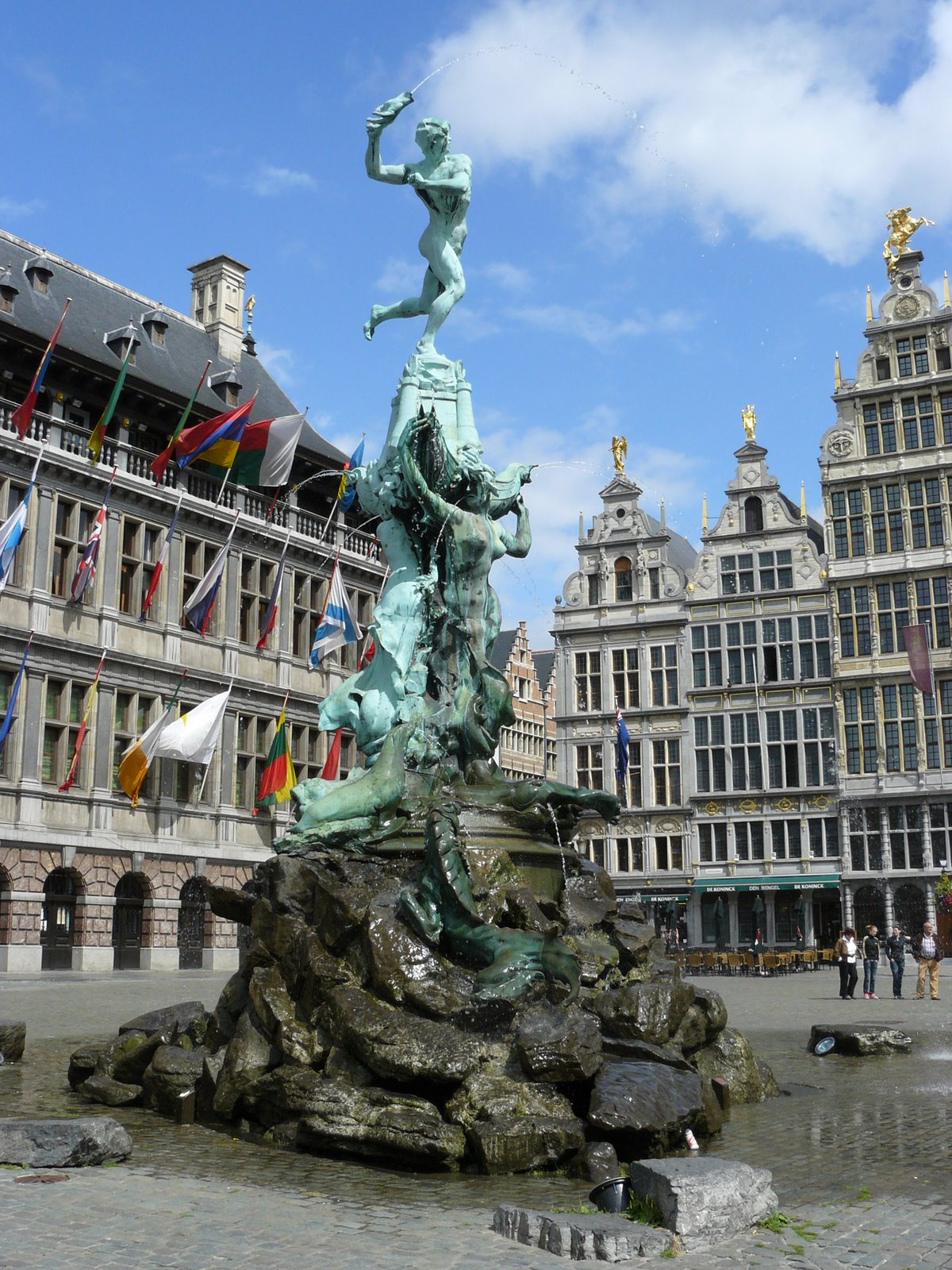
Brabobrunnen, Abbildung des legendären römischen Soldaten Silvius Brabo auf dem Grote Markt, Antwerpen.
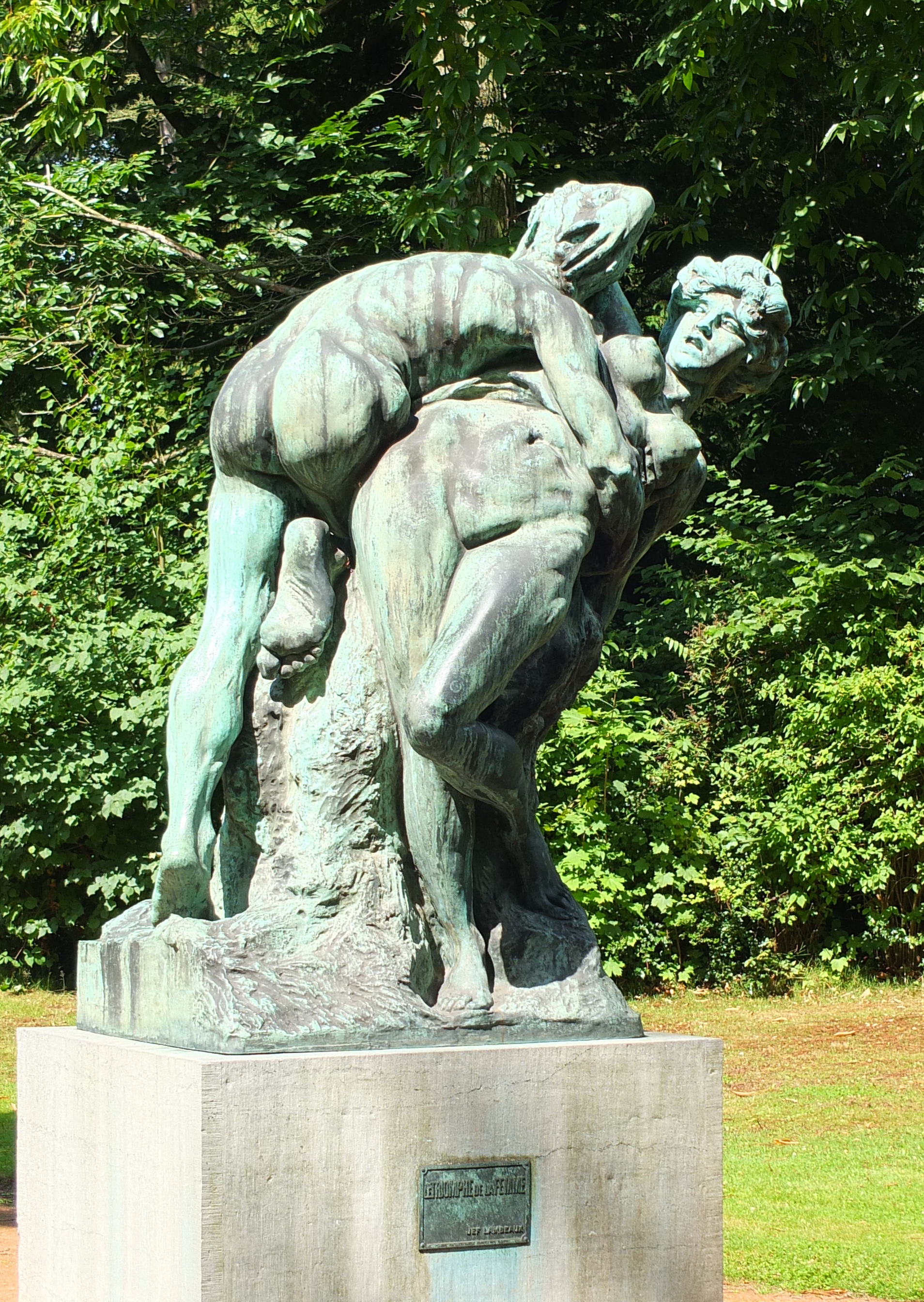
Triumph der Frau, im Park des Musée royal de Mariemont.
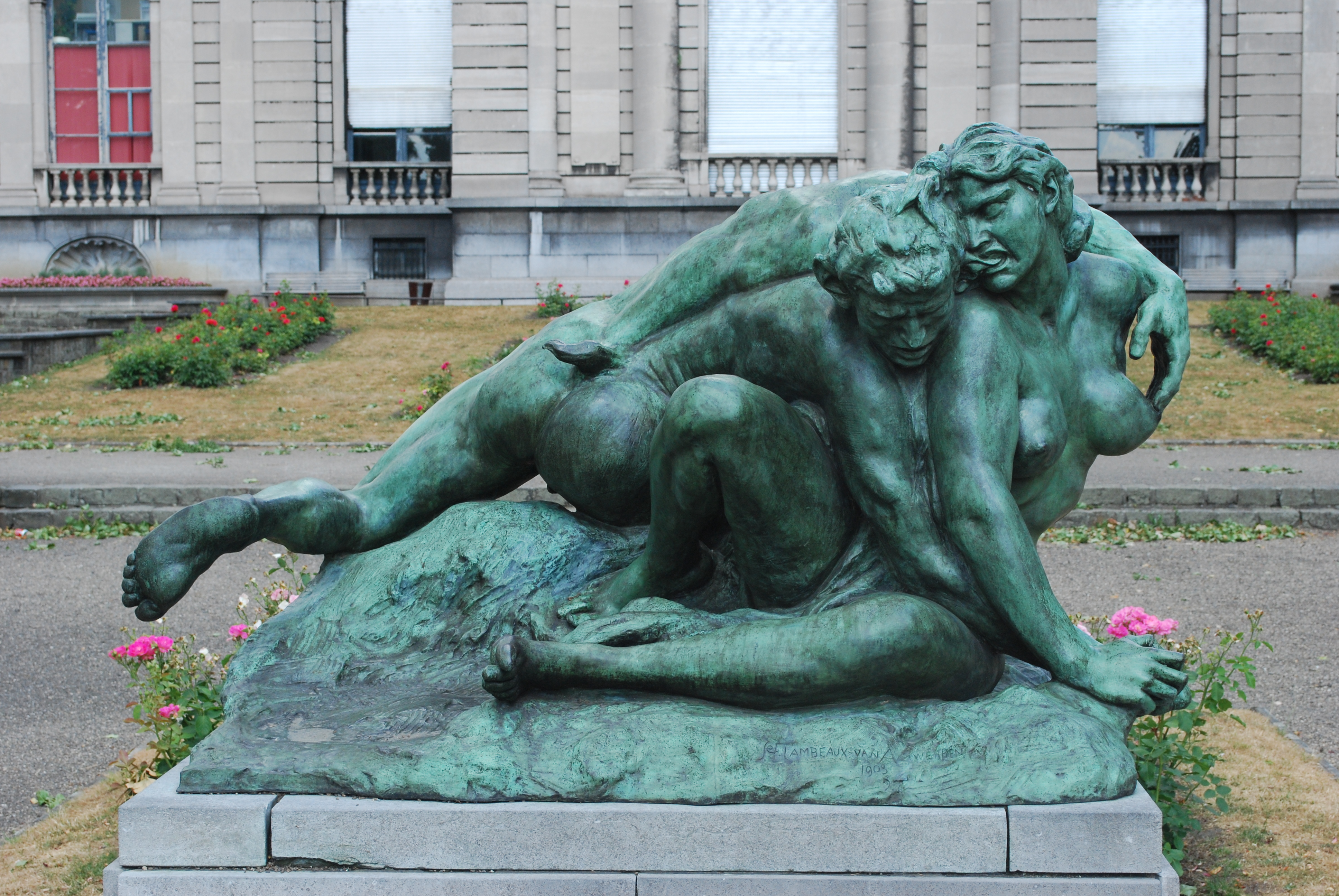
Der gebissene Faun, Parc de la Boverie, Lüttich.
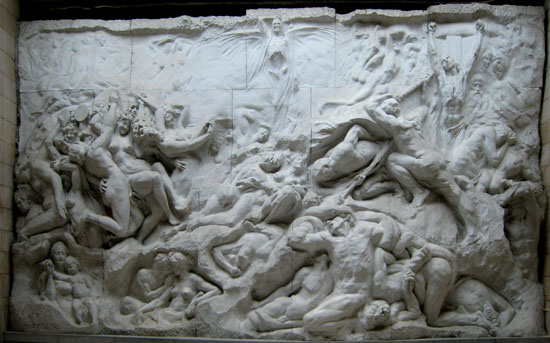
Menschliche Leidenschaften, im Tempel der Leidenschaften, Jubelpark, Brüssel.

## Ehrungen
- Verleihung des Leopoldsordens (Ritterkreuz), 1887[14]
- Große Goldmedaille auf der Internationalen Kunstausstellung, Berlin, 1896

## Rezeption

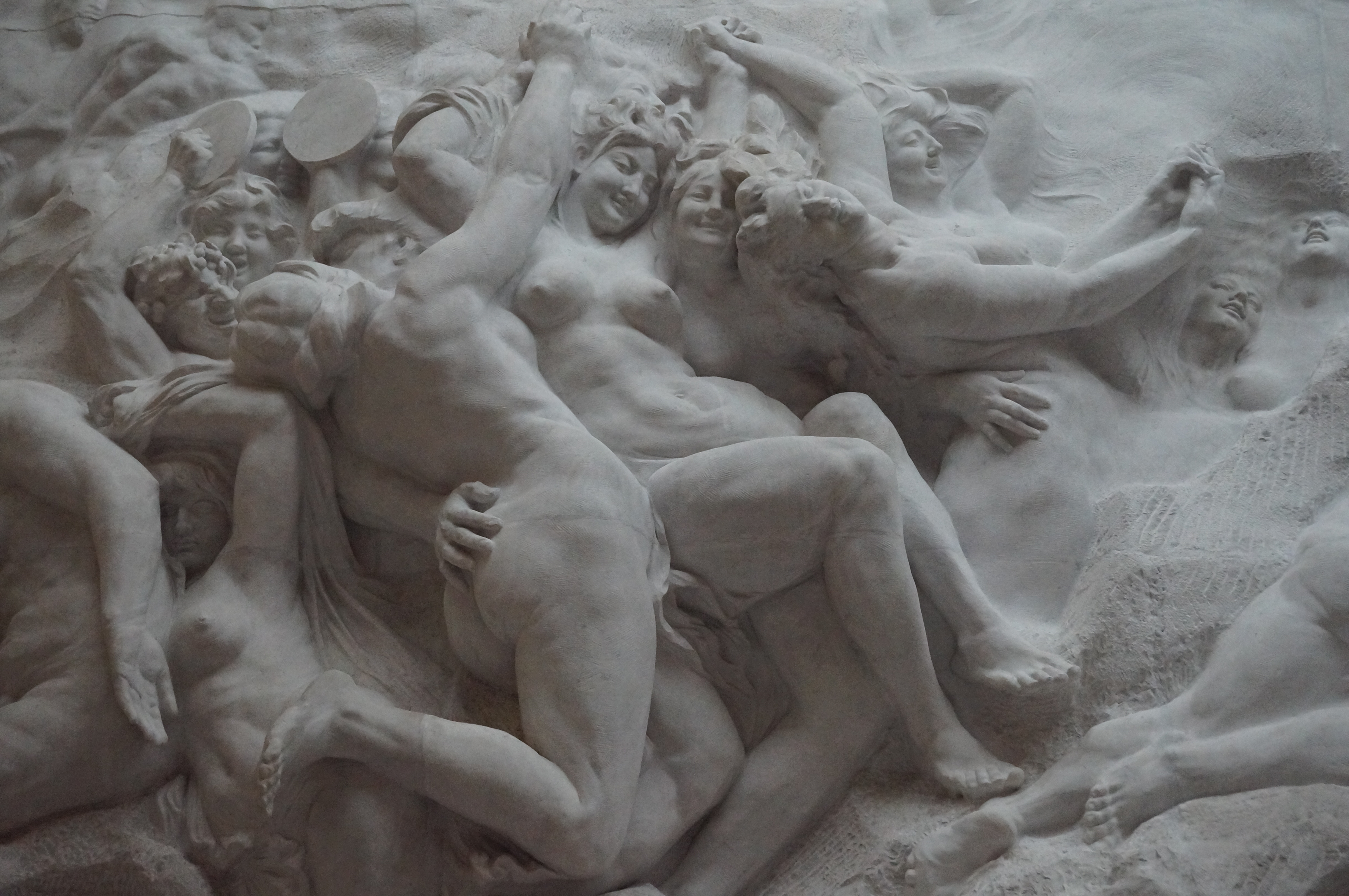
Ausschnitt aus dem Relief Menschliche Leidenschaften.

Lambeaux’ Flachrelief Menschliche Leidenschaften wurde auf der Salon-Triennale Gent 1889 stark kritisiert. 1890 kommentierte die Zeitschrift L’Art Moderne seine Arbeit:

„[Es ist] ein Haufen nackter und verdrehter Körper, muskulöser Ringer im Delirium, ein absolutes und unvergleichliches kindisches Konzept. Es ist zugleich chaotisch und vage, aufgebläht und prätentiös, pompös und leer. Was hätte sein können, wenn die Regierung statt ‚Leidenschaften‘ für 300.000 Francs einfach Kunstwerke gekauft hätte?“

Katholische Zeitungen nahmen Anstoß an der Szene und schrieben, dass Lambeaux’ Arbeit „mit dem Fleisch des Teufel beseelt“ sei und bezeichneten den Pavillon als ein „Marmor-Bordell“.